# Siouzana Melikián
Siouzana Melikián (Donetsk, Ucrania, 14 de agosto de 1986) es una actriz de cine y televisión ucraniana-mexicana, de ascendencia armenia.

## Biografía
Siouzana Melikián Lissovskaia nació dentro de una familia de artistas de circo, el 14 de agosto de 1986, en Donetsk, Ucrania.
Antes de mudarse a México con su familia, pasó los primeros años de su vida en Moscú, donde aprendió gimnasia y ballet.
Ya en México, Siouzana estudió actuación. Esto le dio la posibilidad de realizar comerciales televisivos para diversas marcas, y posteriormente, de obtener su primer papel como actriz en la película Transit (2005), rodada por MTV Europa. Su primer rol protagónico lo obtuvo en 2009 con la película El estudiante.
Ha participado en varias películas y series de televisión como Capadocia. En telenovelas, tuvo su participación más memorable en Atrévete a soñar, rodada en 2009. También participó en la aclamada serie "José José, el príncipe de la canción".

## Filmografía

### Películas
- Guerra de Likes (2021) .... Bianca[5]
- Ánima (2020) .... Adriana
- Cuilli & Macuilli, los hijos del Jaguar (2019) .... Violetta
- Ayer maravilla fui (2017) .... Luisa
- Ciego amor (corto) (2014) .... Celina
- Morgana (2012) .... Morgana
- La ultima muerte (2011) .... Blanca Wilkins
- El estudiante (2009) .... Alejandra
- Cómo no te voy a querer (2008) .... Julia
- Mexican Standoff (2008)
- La invención de Morel (2006) .... Marien
- Transit (2005)

### Televisión
- Un día para vivir (2021) .... Adriana[6]
- S.O.S me estoy enamorando (2021) .... Laura[7]
- José José, el principe de a canción (2018) .... María Ortíz / María Sosa
- Maldita tentación (2017) ... Karina
- Los héroes del norte (2016)
- Nueva vida (2013)
- Gritos de muerte y libertad (2010) .... Lucia Santos-Darey
- Morir en martes (2010)
- Atrévete a soñar (2009) .... Vanessa
- Capadocia (2008) .... Dobrina
- Tiempo final (2008) .... Lucrecia / Veronica

### Videos
- Do it again - Röyksopp (2014)
- Piel - LeBaron (2013)
- Nada de nada - Marco di Mauro (2010)
- Juegos de Amor - Moenia (2004)